# Облога Києва (968)

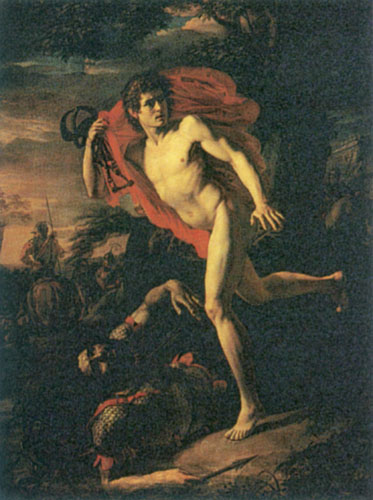
Андрій Іванов, Подвиг молодого киянина (1810). Російський музей.

 Облога Києва — облога печенігами руської столиці Києва в 969 році. Описана в Повісті врем'яних літ. Згідно з літописом, це був перший в історії напад печенігів на Русь. До того часу воєнні дії ініціювалися виключно князями київськими.

## Опис
Згідно з літописом, тоді як князь Святослав вів кампанію проти Першого Болгарського царства, печеніги (згідно з однією версією підкуплені візантійським імператором, згідно з іншою — хозарами), вторглися в Київську Русь і взяли в облогу її столицю — місто Київ. Жителі міста страждали від спраги та голоду. В той час з іншого боку Дніпра зібралось військо під командуванням воєводи Претича.
Мати Святослава, княгиня Ольга, яка в цей час разом з усіма внуками знаходилася в місті, була у розпачі. Вона вирішила передати Претичу, що здасть Київ наступного ранку, якщо той не звільнить місто і почала шукати спосіб зв'язатися з ним. Один молодий киянин, який вільно розмовляв мовою печенігів, погодився на вилазку з міста. Молодик прикинувся печенігом і, «розшукуючи» свого коня, пробіг через увесь табір. Коли хлопець кинувся в Дніпро і поплив на інший берег, печеніги розкусили обман і почали стріляти в нього з луків, але не вцілили.
Коли юнак дістався Претича і повідомив йому про облогу Києва, воєвода вирішив переправитися через Дніпро і вивезти родину Святослава з міста. На світанку Претич разом з військом сіли на свої кораблі та висадилися на правому березі Дніпра, сурмлячи в труби. Печеніги прийняли дружину за повернення Святослава і зняли облогу. Ольга разом з онуками вийшли з міста, прямуючи до Дніпра.
Лідер печенігів повернувся, щоб провести перемовини з Претичем, і спитав його, чи він — Святослав. Претич відповів, що він лише воєвода, а його загін — це авангард армії Святослава, що наближається. На знак миру, голова печенігів потис руку Претичу і поміняв свого коня, меч та стріли на броню Претича.
Тим часом печеніги вирішили продовжити облогу. Кияни відіслали до Святослава гінця зі звісткою про те, що Київ в небезпеці, а його родину мало не полонили. Святослав одразу повернувся до міста і прогнав печенігів у поле. Через рік Ольга померла і князь зробив своєю резиденцією Переяславець на Дунаї (нині входить до складу Румунії).